# Hamit (Vorname)
Hamit ist ein türkischer männlicher Vorname arabischer Herkunft mit der Bedeutung „Der Lobenswerte“. Der Name kommt u. a. auch in Albanien und im Kosovo vor. Zur arabischen Schreibweise siehe Hamid.

## Namensträger
- Hamit Akbay (* 1900; † unbekannt), türkischer Fußballtorhüter und -funktionär
- Hamit Altıntop (* 1982), türkischer Fußballspieler
- Hamit Arslan (* 1894; † unbekannt), osmanischer Offizier und türkischer Fußballspieler
- Hamit Aydın (* 1995), türkischer Fußballspieler
- Hamit Kaplan (1934–1976), türkischer Ringer
- Hâmit Zübeyir Koşay (1897–1984), türkischer Archäologe und Ethnologe
- Hamit Şare (* 1982), türkischer Skirennläufer